# I donatori di sonno
I donatori di sonno (Sleep Donation) è un romanzo distopico di fantascienza apocalittica della scrittrice statunitense Karen Russell del 2014.

## Storia editoriale
Il romanzo è stato pubblicato inizialmente in formato ebook, prima opera edita dalla casa editrice statunitense Atavist Books.

## Trama
Un'epidemia di insonnia da sette anni affligge gli Stati Uniti. Non si conoscono le cause della malattia che causa la soppressione di un neurotrasmettitore, l'oressina, che regola il sonno, causando, nei colpiti, l'impossibilità di addormentarsi, fino a causarne la morte. Da poco è stato scoperto un rimedio: coloro i quali riescono a dormire, donano una parte del loro sonno agli ammalati che, grazie a questo processo di trasferimento, riescono a riposarsi e dopo poco, a guarire. Trish Edgewater lavora come volontaria in un'organizzazione che si occupa di trovare donatori di sonno. La sorella di Trish è stata una delle prime vittime della malattia e la donna sfrutta il tragico racconto delle ultime ore della sorella, Dori, per trovare donatori.
Trish è fortunata quando, durante i reclutamenti, trova una donatrice, una neonata chiamata per motivi di riservatezza con lo pseudonimo "Piccola A", il cui sonno è così puro e ristoratore da poter essere diluito e poter così guarire un gran numero di persone ad ogni "trasfusione".
Seppure la madre della Piccola A, Justine Harkonnen, è favorevole ai prelievi di sonno alla figlia, il padre, Felix, è contrario; l'uomo teme che eccessive donazioni possano nuocere alla salute della piccola. Alla fine Felix, arresosi all'altruismo della moglie, accondiscende al prosieguo dei prelievi, purché Trish doni un numero di ore di sonno pari a quelle donate dalla Piccola A. Nel frattempo il prelievo di sonno effettuato su un misterioso "Donatore Y" ha "contaminato" le scorte di sonno con un tremendo incubo; i beneficiari di tali donazioni contaminate, seppure guariti dall'insonnia si rifiutano di addormentarsi per timore di rivivere il tremendo incubo. L'unico rimedio anche a questa nuova patologia è il sonno salvifico della Piccola A che a questo punto assume un valore incommensurabile. Trish scopre infatti che uno dei due direttori dell'organizzazione benefica per cui lavora, ha venduto illegalmente parte del sonno della piccola a un'azienda farmaceutica giapponese che sta tentando di sintetizzarlo. Trish è combattuta tra il denunciare il reato e tacere: lo scandalo, infatti, potrebbe far crollare la fiducia dei volontari e quindi le donazioni. Trish è inoltre combattuta, sperando che seppure comprato illegalmente, lo studio del sonno della Piccola A possa essere utile per trovare una cura all'epidemia.
Alla fine Trish, sopraffatta dai sensi di colpa, smette di usare il racconto della morte della sorella per reclutare donatori di sonno e denuncia il direttore dell'organizzazione benefica.

## Edizioni
- (EN) Karen Russell, Sleep Donation, 1ª ed., New York, Atavist Books, 2014, ISBN 9781937894283.
- (PT) Karen Russell, Doadores de sono, traduzione di Cláudia Costa Guimarães, Rio de Janeiro, Editora Record, 2016, ISBN 9788501105226.
- Karen Russell, I donatori di sonno, traduzione di Martina Testa, Big Sur, n. 73, Roma, Sur, 2023, ISBN 9788869983344.
- (ES) Karen Russell, Donantes de sueño, traduzione di Rubén Martín Giráldez, Città del Messico, Editorial Sexto Piso, 2023, ISBN 9788419261472.